# Marcel Mouchel
Marcel Mouchel (Équeurdreville-Hainneville, 13 febbraio 1927 – 7 marzo 2012) è stato un allenatore di calcio e calciatore francese, di ruolo attaccante.

## Carriera
Con il Sedan ha vinto una Coppa di Francia nel 1961.